# Palillos para el cabello

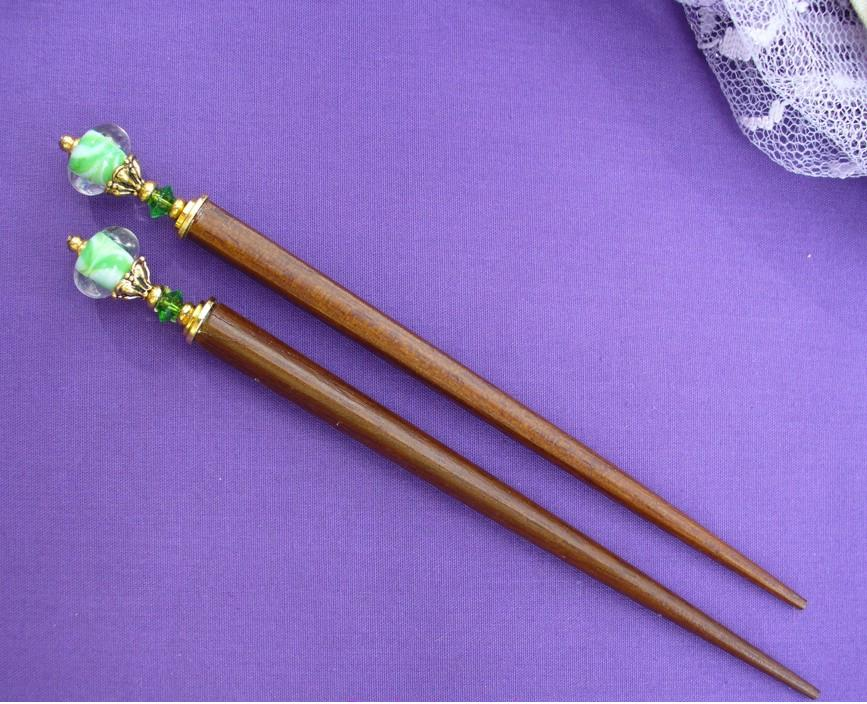
Par de palillos para el cabello.

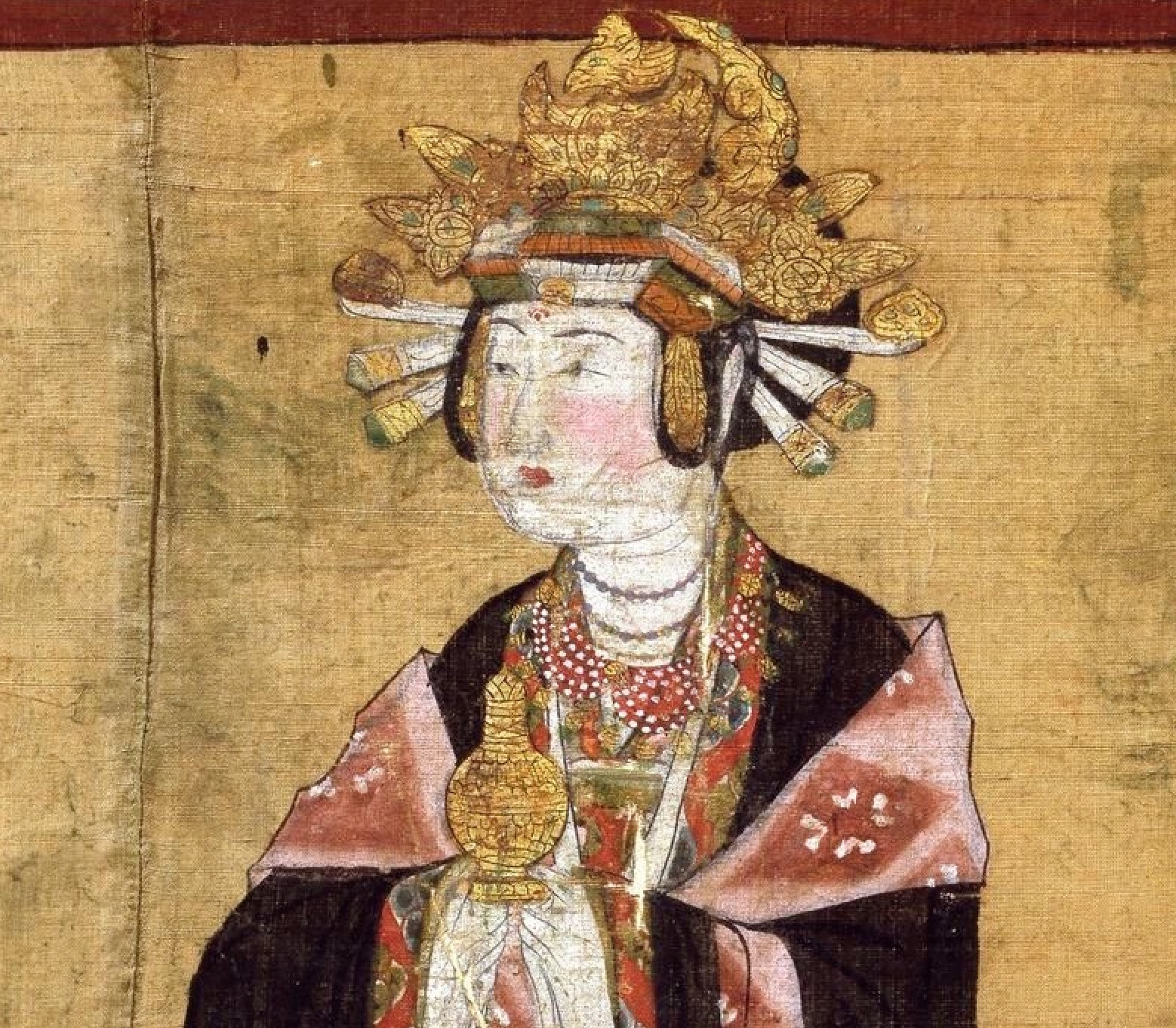
Retrato de una donante religiosa que usa palillos decorados con oro y jade, 983 d. C.

Un palillo para el cabello es un elemento recto, con punta, que mide entre 8 a 20 cm de largo, que se utiliza para fijar el cabello en diversos estilos de peinados tales como un rodete, chignon u otro similar.
A diferencia de los pinchos para el cabello, que por lo general son pequeños y relativamente simples, los palillos para el cabello a menudo son más elaborados y decorados y abundan los diseños tallados o con apliques de piedras preciosas que los convierten en piezas de joyería. El precio de los palillos para el cabello depende de su estilo, materiales y trabajo insumido en su fabricación, existiendo algunos que son fabricados por auténticos artesanos.

## Uso a través de la historia
Los palillos para el cabello han estado en uso desde hace varios miles de años, y han sido elementos utilizados por las culturas egipcia, china, romana y griega. Si bien se han encontrado algunos enjoyados, verdaderos elementos de lujo, como los de oro del Antiguo Egipcio, se han encontrado diseños más comunes de madera, en sitios arqueológicos romanos, lo cual parecería indicar que eran un elemento ampliamente utilizado por personas de toda condición social. Sin embargo, los palillos para el cabello que más han influido en el diseño de los utilizados en la actualidad son los japoneses, y en especial los Kanzashi.
Si bien el diseño de numerosos palillos para el cabello modernos se inspira más en el diseño de los Kanzashi que en el de los pinchos funcionales más simples, los Kanzashi son utilizados en un entorno mucho más rígido y tradicional. A menudo los Kanzashi poseen un diseño con motivos florales, especialmente aquellos que se ajustan a las estaciones y los utilizados por geishas.